# Bundesverband der implantologisch tätigen Zahnärzte in Europa
Der Bundesverband der implantologisch tätigen Zahnärzte in Europa / European Association of Dental Implantologists e.V. (BDIZ EDI) ist die älteste Interessensvertretung dieser Art in Deutschland. Neben  Aus- und Fortbildung in der dentalen Implantologie setzt er sich für ein wissenschaftliches und praxisorientiertes Gutachterwesen ein. Der Verband ist als gemeinnützig anerkannt.

## Geschichte
Am 30. September 1989 wurde in Frankfurt am Main der „Bundesverband der niedergelassenen implantologisch tätigen Zahnärzte“ (BDIZ) gegründet. 1982 war die Implantologie als eigenständige wissenschaftliche Disziplin anerkannt worden, 1988 wurden ihre Leistungen erstmals in der Gebührenordnung für Zahnärzte (GOZ) abgebildet. Seit 2002 heißt der Verband aufgrund seiner europäischen Öffnung „Bundesverband der implantologisch tätigen Zahnärzte in Europa / European Association of Dental Implantologists (BDIZ EDI)“.
Von Beginn an setzte sich der BDIZ dafür ein, jedem Zahnarzt in seiner Praxis die Durchführung implantologischer Eingriffe und die Versorgung dieser Implantate durch praxisnahe postgraduierte Fortbildung zu ermöglichen. Die Rechtsstreite um die Auslegung der neuen Gebührenpositionen zwischen Zahnärzteschaft und privaten Krankenversicherungen erforderten fundierte juristische Beratung, die seit Jahrzehnten unter anderem von dem Rechtsanwalt Thomas Ratajczak federführend betreut wird. 2001 setzte er den „Tätigkeitsschwerpunkt Implantologie“ vor dem Bundesverfassungsgericht durch, 2012 vertrat er die Verfassungsbeschwerde gegen die GOZ 2012 vor diesem Gericht, seit 2023 die Untätigkeitsbeschwerde gegen das Bundesgesundheitsministerium vor dem Verwaltungsgericht Berlin.
Der BDIZ EDI verleiht an verdiente Persönlichkeiten die Ehrenmedaille des BDIZ EDI.

## Interessenvertretung
Der Bundesverband der implantologisch tätigen Zahnärzte in Europa (BDIZ EDI) bietet ein breites Spektrum an Wissen, Unterstützung und Service für alle zahnärztlichen Praxen – insbesondere in seinen Kernbereichen:
- der postgraduierten praxisnahen implantatchirurgischen und implantatprothetischen Fortbildung[5]
- der Abrechnung der zahnärztlichen Leistungen mit allen rechtlichen Aspekten bei Behandlung und Honorierung[6]
- der Verbesserung der Behandlungsqualität mit Schwerpunkt auf kontinuierlicher Weiterentwicklung der implantologischen Versorgung (wissenschaftlich und patientenorientiert)[7]

## Assoziierte Partnerverbände bzw. Interessensvertretungen
- Association of Dental Implantology UK (ADI UK)
- Ogolnopolskie Stowarzyszenie Implantolgii Stomatologicznej (OSIS EDI)
- Sociedad Espanola de Implantes (SEI)
- Sociedade Portuguesa de Cirurgia Oral (SPCO)
- Udruzenje Stomatologa Implantologa Srbije - EDI (USSI EDI)
- BIN EDI Netherlands
- EDI of Macedonia (EDIOFMAC)
- EDI India

## Aufgaben des BDIZ EDI

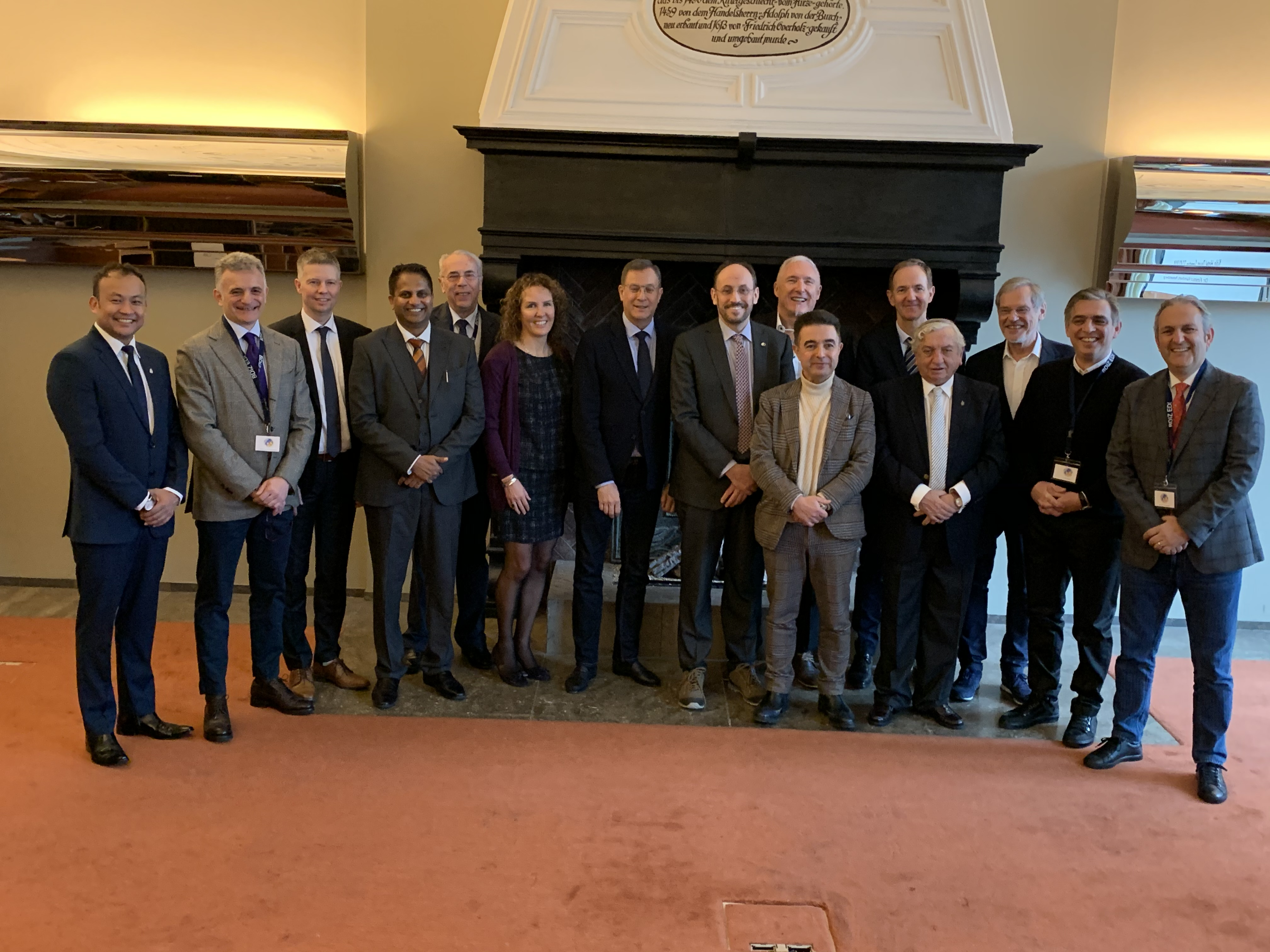
Members of the European Consensus Conference (EUCC) 2020 (unter Federführung des BDIZ EDI)

- Members of the European Consensus Conference (EUCC) 2020 (unter Federführung des BDIZ EDI)[8] Weiterentwicklung der Qualität von Behandlung und Material durch jährlich erscheinende Praxisleitfäden zu einem aktuellen Thema in der implantologischen Behandlung, u. a. im Rahmen der European Consensus Conference: Guidelines,[9] und Materialtests des Q&R-Ausschusses[10]

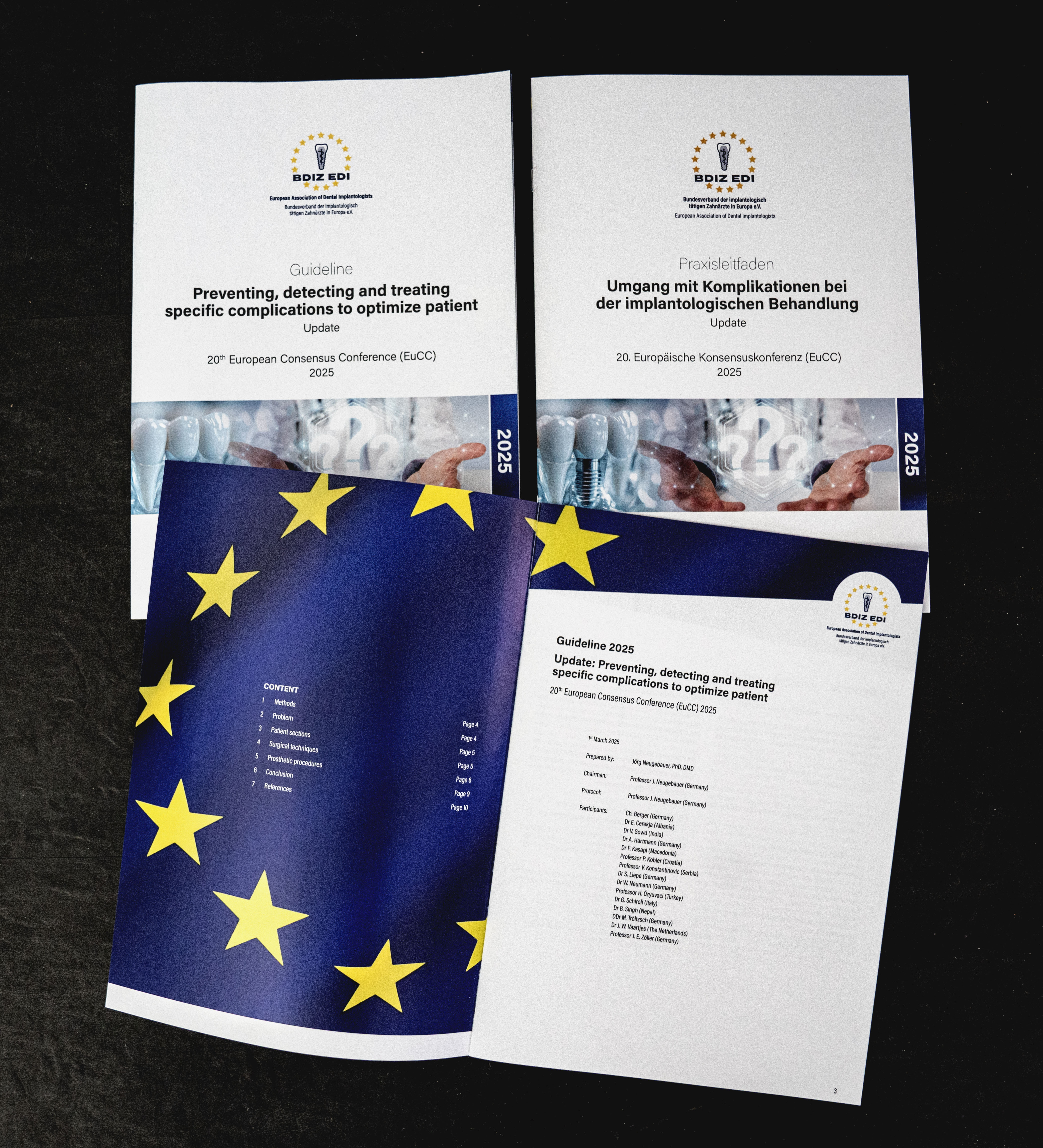
20th European Consensus Conference (EuCC) 2025

- Praxisnahe postgraduale Fortbildung durch wissenschaftlich-basierte Erkenntnisse
- Basisschulung von Berufseinsteigern in die orale Implantologie durch jährliche Curricula[5]
- Koordinierung und Weiterentwicklung der Implantatbehandlung in Zusammenarbeit mit der Konsensuskonferenz Implantologie[11]
- Unterstützung im Bereich der privatzahnärztlichen Abrechnung und rechtlicher Belange, einschließlich juristischer Schritte
- Schulung implantologischer Gutachter im Auftrag der Konsensuskonferenz Implantologie[12]
- Verbesserung der Implantatbehandlung gemeinsam mit den assoziierten Partnerverbänden auf europäischer und internationaler Ebene
- Einwirkung auf deutscher und europäischer Ebene bzgl. die Zahnärzte tangierender Gesetze
- Hilfe für Patienten bei der Suche nach einem Implantologen[13]

Der BDIZ EDI gibt vierteljährlich das BDIZ EDI konkret, Journal für die implantologische Praxis, und das englischsprachige EDI Journal heraus.

## Struktur des gemeinnützigen Verbandes
Präsident des BDIZ EDI ist Christian Berger, Vizepräsident ist Joachim E. Zöller mit Schwerpunkt „wissenschaftliche Fortbildung“. Die Amtsperiode beträgt 4 Jahre.
Die Gesamtzahl der Mitglieder lag zum 31. Dezember 2024 bei 6.093, davon waren 2.965 aus dem europäischen Ausland und darüber hinaus. In Deutschland waren etwa die Hälfte der Mitglieder in eigener Praxis niedergelassen.

## Vorsitzende/Präsidenten
- 1989–1993: Egon Brinkmann[16]
- 1993–2000: Hans-Jürgen Hartmann
- 2000–2005: Helmut B. Engels
- seit 2005: Christian Berger